# Asperuginoides axillaris
Asperuginoides axillaris är en korsblommig växtart som först beskrevs av Pierre Edmond Boissier och Rudolph Friedrich Hohenacker, och fick sitt nu gällande namn av Stephan Rauschert. Asperuginoides axillaris ingår i släktet Asperuginoides och familjen korsblommiga växter. Inga underarter finns listade i Catalogue of Life.